# نویخ‌ماهی‌ها
نویخ‌ماهی‌ها (نام علمی: Neosalanx) نام یک سرده از تیره یخ‌ماهیان است.